# Großsteingrab Venslev Marker 5
Das Großsteingrab Venslev Marker 5 ist eine megalithische Grabanlage der jungsteinzeitlichen Nordgruppe der Trichterbecherkultur im Kirchspiel Ferslev in der dänischen Kommune Frederikssund.

## Lage
Das Grab liegt westlich von Venslev auf einem Feld. In der näheren Umgebung gibt bzw. gab es zahlreiche weitere megalithische Grabanlagen.

## Forschungsgeschichte
In den Jahren 1873 und 1942 führten Mitarbeiter des Dänischen Nationalmuseums Dokumentationen der Fundstelle durch. Eine weitere Dokumentation erfolgte 1989 durch Mitarbeiter der Forst- und Naturbehörde.

## Beschreibung
Die Anlage besitzt eine nordost-südwestlich orientierte rechteckige Hügelschüttung, über deren Maße leicht unterschiedliche Angaben vorliegen. Der Bericht von 1873 nennt eine Länge von etwa 18 m und eine Höhe von 2 m. Der Bericht von 1942 nennt eine Länge von 25 m, eine Breite von 13 m und eine Höhe von 2 m. Von der Umfassung waren 1989 noch acht Steine an der nordwestlichen Langseite, sieben an der südöstlichen Langseite (davon einer gespalten) und jeweils zwei an den Schmalseiten erhalten. 1873 wurden noch zehn Steine im Nordwesten, zwölf im Südosten und je drei an den Schmalseiten gezählt.
Die Grabkammer liegt 8 m vom nordöstlichen Ende in der Mittelachse des Hügels und ist als Urdolmen anzusprechen. Sie ist nordost-südwestlich orientiert und hat einen rechteckigen Grundriss. Sie hat eine Länge von 1,2 m und eine Breite von 0,9 m. Die Kammer besteht aus vier Wandsteinen, die mit den glatten Seiten nach innen zeigen. Der Deckstein fehlt.